# Steve Dils
Stephen Whitfield Dils, detto Steve (Seattle, 8 dicembre 1955), è un ex giocatore di football americano statunitense che ha giocato nel ruolo di quarterback nella National Football League (NFL). Fu scelto nel corso del quarto giro (97º assoluto) del Draft NFL 1979 dai Minnesota Vikings. Al college giocò a football alla Stanford University.

## Carriera professionistica
Dils fu scelto dai Minnesota Vikings nel quarto giro del Draft 1979. Nel suo secondo anno con la squadra partì per la prima volta come titolare al posto dell'infortunato Tommy Kramer e guidò i Vikings a una vittoria sui Washington Redskins che si rivelò cruciale per la corsa ai playoff di quell'anno della squadra. Disputò un totale di sei stagioni coi Vikings partendo come titolare per la maggior parte della stagione 1983, dove fece coppia nel backfield con l'ex compagno a Stanford Darrin Nelson. Fu scambiato coi Los Angeles Rams nel 1984 con cui rimase fino al 1987 e concluse la carriera disputando un'ultima stagione tra le file degli Atlanta Falcons nel 1988.

## Vittorie e premi
- Sammy Baugh Trophy - 1988

## Statistiche
| Yard lanciate     | 5.816 |
| Touchdown         | 27    |
| Intercetti subiti | 32    |
| Passer rating     | 65,8  |